# 夢、ひとひら/スマイル
「夢、ひとひら／スマイル」（ゆめ ひとひら / スマイル）は、浅見ユウコと水橋舞によるシングル（スプリット盤）。2007年4月25日にリリース、発売・販売元はメディアファクトリー（ZMCZ-3321）。

## 概要
テレビアニメ『ひとひら』のオープニングテーマおよびエンディングテーマの両主題歌を収録している。浅見ユウコにとってはソロデビューシングル、水橋舞にとっては3作目のシングルである。
ジャケットでは『ひとひら』の登場人物が描かれている。表ジャケットは同作の主人公・麻井麦、裏ジャケットでは「演劇研究会」（麻井麦、一ノ瀬野乃、桂木たかし、西田理咲、西田甲斐）および「演劇部」（榊美麗、神奈ちとせ）に遠山佳代を加えた計8人がそれぞれ描かれている。
また特典として、『ひとひら』の原作者桐原いづみによる描き下ろし4コマ漫画とメッセージ入りのブックレット、アニメの1シーンが描かれたイラストカードなどが封入されている。
「咲かせよう…私だけの色を」というキャッチコピーとともに、「歌なんて む…無理です。」という麻井麦のイラストが載せられている。

## 収録曲
1. 夢、ひとひら [4:04]
歌：浅見ユウコ 作詞：木本慶子 作曲：大久保薫 編曲：井上日徳
  - テレビアニメ『ひとひら』オープニングテーマ
  - なお、アニメのオープニングテーマに使用されているのは2番の歌詞である。
2. スマイル [4:08]
歌：水橋舞 作詞：木本慶子 作曲・編曲：コーニッシュ
  - テレビアニメ『ひとひら』エンディングテーマ
  - ボーカリストの水橋舞は、本作のリリース時点では「ひとひら」の主人公・麻井麦と同じ15歳であった。
3. 夢、ひとひら（オリジナル・カラオケ）
4. スマイル（オリジナル・カラオケ）